# Gilmar Pisas
Gilmar Simon ("Pik") Pisas (Soto, 28 oktober 1971) is de huidige premier van Curaçao (sinds 14 juni 2021). Daarvoor was hij namens de Movementu Futuro Kòrsou (MFK) lid van de Staten van Curaçao en was hij tussen 24 maart 2017 en 29 mei 2017 premier van het interim kabinet Pisas I. 
Als minister van Algemene Zaken is hij verantwoordelijk voor het ministerie van Algemene Zaken en Buitenlandse Betrekkingen, dat de kwaliteit van de rechtsstaat waarborgt, de Nederlandse Koninkrijkszaken en buitenlandse betrekkingen beheert.
Het ministerie is ook belast met het waarborgen van de nationale veiligheid van Curaçao en het toezicht op alle overheidscommunicatie en natievormingsinspanningen met als doel de nationale identiteit en trots van Curaçao te blijven versterken. Voorheen was premier Pisas meer dan 20 jaar lid van de Curaçaose wetshandhavinginstantie, eerst als politieagent en vervolgens als rechercheur.

## Leven
Pisas is geboren en getogen in het landelijke Bandabou, in het dorp Soto. Hij begon zijn carrière bij het korps politie en sloot in 1993 zijn opleiding aan de politieschool als bestgeslaagde af. Zijn eerste stappen in de politiek zette Pisas bij de PNP; later sloot hij zich aan bij de Partido MAN. In 2010 stapte hij over naar de nieuwe partij MFK, waar hij zich wist op te werken tot tweede man van de partij na Gerrit Schotte.
Pisas werd bij de verkiezingen van 5 oktober 2016 gekozen als lid van de Staten van Curaçao. Op 17 februari 2017 werd hij ook gekozen als voorzitter van de Staten.
Op 24 maart 2017 werd Pisas beëdigd als minister-president en werd tevens minister van Justitie. Hij leidde het kabinet-Pisas I, een interim-kabinet dat als opdracht kreeg de Statenverkiezingen van 28 april 2017 voor te bereiden. Na deze verkiezingen is het kabinet officieel demissionair. Op 29 mei 2017 werd het kabinet-Rhuggenaath beëdigd. In 2018 bleek uit onderzoek van minister Armin Konket van Bestuur, Planning en Dienstverlening, dat in de korte regeertijd van Pisas tal van onreglementaire benoemingen, promoties en bonussen hadden plaatsgevonden. Die werden deels teruggedraaid, maar zonder nadelige gevolgen voor betrokkenen.
Pisas keerde na de verkiezingen terug als statenlid. Begin februari 2019 werd hij MFK-fractievoorzitter en de opvolger van Gerrit Schotte, die zijn statenlidmaatschap verloor wegens het uitzitten van een gevangenisstraf van drie jaar voor onder meer ambtelijke corruptie. Medio 2020 werd hij gekozen tot MFK-partijleider en volgde hiermee Gerrit Schotte op.

## Commotie
In april 2017 kwam Pisas in het nieuws  door een gevangenisbezoek waarbij hij gevangenen die wilden stemmen 750 euro per maand beloofde. "Op sociale media wordt gesproken van een verkiezingsstunt."
Rond maart 2022 ontstond er commotie rondom het reisgedrag van parlementariërs tijdens de recessie op Curaçao. Een trip naar Dubai bleek zeer kostbaar te zijn zonder concrete resultaten, en er kwam kritiek op het reisgedrag van statenleden in het algemeen
Eind 2022 bleek dat de onderhandelingen voor de heropening van Isla tot niets uitliepen. Overname-kandidaat CPR bleek vervalste documenten ingediend te hebben over de mogelijke financiering voor de upgrading van de raffinaderij hetgeen tot een aangifte van CBCS leidde. Uit verscheidene statendebatten bleek dat Pisas cruciale informatie had verzwegen en achtergehouden.
Gerrit Schotte · 
Stanley Betrian · 
Daniel Hodge · 
Ivar Asjes · 
Ben Whiteman · 
Hensley Koeiman · 
Gilmar Pisas ·
Eugene Rhuggenaath ·
Gilmar Pisas